# Triacanthodes indicus
Triacanthodes indicus is een straalvinnige vissensoort uit de familie van driepootvissen (Triacanthodidae). De wetenschappelijke naam van de soort is voor het eerst geldig gepubliceerd in 1982 door Matsuura.